# آلبرت دلپی
آلبرت دلپی (انگلیسی: Albert Delpy؛ زادهٔ ۱۳ سپتامبر ۱۹۴۱) بازیگر اهل فرانسه است.
از فیلم‌ها یا برنامه‌های تلویزیونی که وی در آن نقش داشته‌است می‌توان به دو روز در پاریس، مستاجر، ترس روی شهر، پیش از غروب، مسخره، مولیر، پوست گوزن و دو روز در نیویورک اشاره کرد.